# Тарногське сільське поселення
Та́рногське сільське поселення (рос. Тарногское сельское поселение) — сільське поселення у складі Тарногського району Вологодської області Росії.
Адміністративний центр — село Тарногський Городок.

## Населення
Населення сільського поселення становить 7797 осіб (2019; 8332 у 2010, 8306 у 2002).

## Історія
Станом на 1999 рік існували Верхньококшенгська сільська рада (15 населених пунктів), Озерецька сільська рада (15 населених пунктів), Тарногська сільська рада (1 населений пункт), Шебенгська сільська рада (29 населених пунктів) та Шевденіцька сільська рада (30 населених пунктів).
9 січня 2001 року центр Шевденіцької сільради перенесено з присілка Алферовська до присілка Слуда. 22 травня 2001 року були змінені певні назви: Верхньококшенгська сільрада → Верхньококшеньгська сільрада, присілок Верхньококшенгський Погост → присілок Верхньококшеньгський Погост, Шебенгська сільрада → Шебеньгська сільрада, Шебенгський Погост → присілок Шебеньгський Погост.
Станом на 2002 рік існували Верхньококшеньгська сільська рада (село Верхньококшеньгський Погост, присілки Александровська, Борисовська, Володинська, Дурневська, Єфимовська, Коврижинська, Кузьминська, Митрошинська, Павломатвієвська, Сілівановська, Слободинська, Степановська, Тюрдінська, Шалімовська), Озерецька сільська рада (присілки Аббакумовська, Андрієвська, Афанасьєвська, Баклановська, Євсеєвська, Кірівановська, Корчажинська, Манюковська, Михайловська, Нефедовська, Никоновська, Огудалово, Окатовська, Степановська, Шалімовська), Тарногська сільська рада (село Тарногський Городок), Шебеньгська сільська рада (село Шебеньгський Погост, присілки Афоновська, Березник, Біляєвська, Бовитінська, Горка, Дор, Жуковська, Кожевниковська, Конець, Кокоріха, Кузнецовська, Кузьминська, Лична, Мальчевська, Митинська, Пестеревська, Підволочна, Підгорна, Попчевська, Прокоп'євська, П'ятовська, Старий Двор, Тіуновська, Філістевська, Чисть, Шершуковська, Югра, Яригіно) та Шевденіцька сільська рада (присілки Алферовська, Афанасьєвська, Верігіно, Демидовська, Ігумновська, Ісаковська, Климово, Конець, Кремлево, Куринська, Лукинська, Маклінська, Матвієвська, Міхеєвська, Ніколаєвська, Новгородовська, Павловська, Першинська, Підволочна, Підгорна, Погоняєвська, Проневська, Рилковська, Слуда, Тимошинська, Федотовська, Феофілатовська, Хом, Шкулевська, селище Малаховський Бор). 2006 року сільради були перетворені у сільські поселення: Тарногське сільське поселення у складі Тарногської та Шевденіцької сільрад, Кокшензьке сільське поселення у складі Верхньококшеньгської сільради, Озерецьке сільське поселення у складі Озерецької сільради та Шебеньгське сільське поселення у складі Шебеньгської сільради.
8 квітня 2009 року ліквідовано Кокшензьке сільське поселення, Озерецьке сільське поселення та Шебеньгське сільське поселення, їхні території увійшли до складу Тарногського сільського поселення.
2022 року до складу села Тарногоський Городок включені присілки Демидовська, Ніколаєвська та Тимошинська.

## Склад
До складу сільського поселення входять:
| Населений пункт                   | Населення, осіб (2002) | Населення, осіб (2010) |
| --------------------------------- | ---------------------- | ---------------------- |
| Аббакумовська, присілок           | 97                     | 76                     |
| Александровська, присілок         | 37                     | 18                     |
| Алферовська, присілок             | 2                      | 4                      |
| Андрієвська, присілок             | 25                     | 20                     |
| Афанасьєвська, присілок           | 22                     | 17                     |
| Афанасьєвська, присілок           | 135                    | 115                    |
| Афоновська, присілок              | 147                    | 125                    |
| Баклановська, присілок            | 17                     | 16                     |
| Березник, присілок                | 13                     | 7                      |
| Біляєвська, присілок              | 5                      | 2                      |
| Бовитінська, присілок             | 0                      | 0                      |
| Борисовська, присілок             | 9                      | 1                      |
| Верігіно, присілок                | 94                     | 80                     |
| Верхньококшеньгський Погост, село | 61                     | 56                     |
| Володинська, присілок             | 37                     | 29                     |
| Горка, присілок                   | 37                     | 19                     |
| Демидовська, присілок             | 53                     | 49                     |
| Дор, присілок                     | 6                      | 0                      |
| Дурневська, присілок              | 5                      | 4                      |
| Євсеєвська, присілок              | 50                     | 27                     |
| Єфимовська, присілок              | 66                     | 52                     |
| Жуковська, присілок               | 9                      | 2                      |
| Ігумновська, присілок             | 239                    | 236                    |
| Ісаковська, присілок              | 45                     | 52                     |
| Кірівановська, присілок           | 45                     | 38                     |
| Климово, присілок                 | 6                      | 7                      |
| Коврижинська, присілок            | 10                     | 6                      |
| Кожевниковська, присілок          | 11                     | 9                      |
| Кокоріха, присілок                | 35                     | 26                     |
| Конець, присілок                  | 9                      | 3                      |
| Конець, присілок                  | 13                     | 15                     |
| Корчажинська, присілок            | 45                     | 45                     |
| Кремлево, присілок                | 40                     | 58                     |
| Кузнецовська, присілок            | 7                      | 5                      |
| Кузьминська, присілок             | 43                     | 30                     |
| Кузьминська, присілок             | 16                     | 8                      |
| Курковська, присілок              | 35                     | 27                     |
| Лична, присілок                   | 6                      | 4                      |
| Лукинська, присілок               | 23                     | 32                     |
| Маклінська, присілок              | 54                     | 58                     |
| Малаховський Бор, селище          | 13                     | 13                     |
| Мальчевська, присілок             | 52                     | 45                     |
| Манюковська, присілок             | 30                     | 26                     |
| Матвієвська, присілок             | 28                     | 20                     |
| Митинська, присілок               | 5                      | 5                      |
| Митрошинська, присілок            | 13                     | 9                      |
| Михайловська, присілок            | 26                     | 22                     |
| Міхеєвська, присілок              | 10                     | 9                      |
| Нефедовська, присілок             | 31                     | 16                     |
| Никоновська, присілок             | 31                     | 25                     |
| Ніколаєвська, присілок            | 111                    | 173                    |
| Новгородовська, присілок          | 26                     | 21                     |
| Огудалово, присілок               | 14                     | 8                      |
| Окатовська, присілок              | 20                     | 12                     |
| Павловська, присілок              | 0                      | 0                      |
| Павломатвієвська, присілок        | 12                     | 5                      |
| Першинська, присілок              | 3                      | 2                      |
| Пестеревська, присілок            | 0                      | 0                      |
| Підволочна, присілок              | 3                      | 0                      |
| Підволочна, присілок              | 7                      | 0                      |
| Підгорна, присілок                | 7                      | 4                      |
| Підгорна, присілок                | 5                      | 3                      |
| Погоняєвська, присілок            | 59                     | 75                     |
| Попчевська, присілок              | 0                      | 0                      |
| Прокоп'євська, присілок           | 11                     | 6                      |
| Проневська, присілок              | 67                     | 60                     |
| П'ятовська, присілок              | 19                     | 18                     |
| Рилковська, присілок              | 39                     | 40                     |
| Сілівановська, присілок           | 11                     | 8                      |
| Слободинська, присілок            | 47                     | 40                     |
| Слуда, присілок                   | 316                    | 307                    |
| Старий Двор, присілок             | 80                     | 68                     |
| Степановська, присілок            | 22                     | 14                     |
| Степановська, присілок            | 133                    | 107                    |
| Тарногський Городок, село         | 5539                   | 5368                   |
| Тимошинська, присілок             | 46                     | 66                     |
| Тіуновська, присілок              | 65                     | 37                     |
| Тюрдінська, присілок              | 12                     | 8                      |
| Федотовська, присілок             | 0                      | 0                      |
| Феофілатовська, присілок          | 18                     | 10                     |
| Філістевська, присілок            | 0                      | 0                      |
| Хом, присілок                     | 68                     | 108                    |
| Чисть, присілок                   | 0                      | 0                      |
| Шалімовська, присілок             | 12                     | 6                      |
| Шалімовська, присілок             | 16                     | 13                     |
| Шебеньгський Погост, село         | 150                    | 126                    |
| Шершуковська, присілок            | 5                      | 0                      |
| Шкулевська, присілок              | 23                     | 32                     |
| Югра, присілок                    | 29                     | 17                     |
| Яригіно, присілок                 | 9                      | 2                      |